# Đường tỉnh 176
Đường tỉnh 176 hay tỉnh lộ 176, viết tắt ĐT176 hay TL176, là đường tỉnh ở huyện Bắc Mê, Yên Minh và Mèo Vạc, tỉnh Hà Giang, Việt Nam.

## Tuyến đường
Đường tỉnh 176 nối vào Quốc lộ 34 ở Ngã ba Minh Ngọc (hay Ngã ba Nà Sài) tại bản Nà Sài, xã Minh Ngọc, huyện Bắc Mê.
Đi về hướng bắc Đường tỉnh 176 gặp đường tỉnh 181 ở Ngã ba làng Khác, xã Lũng Hồ, huyện Yên Minh. 22°59′30″B 105°13′4″Đ / 22,99167°B 105,21778°Đ
Đi về tiếp hướng bắc Đường tỉnh 176 gặp đường tỉnh 182 ở Ngã ba phố Chợ, xã Mậu Duệ, huyện Yên Minh. 23°04′0″B 105°14′19″Đ / 23,06667°B 105,23861°Đ
Đi về hướng đông bắc Đường tỉnh 176 đến thị trấn Mèo Vạc, huyện Mèo Vạc, giao với Quốc lộ 4C và Đường tỉnh 217. 23°9′51″B 105°24′30″Đ / 23,16417°B 105,40833°Đ
Trong "Danh mục địa danh... tỉnh Hà Giang" đưa ra tên "đường tỉnh Yên Minh - Mèo Vạc", bao gồm Đường tỉnh 182 và đoạn từ Mậu Duệ (Yên Minh) đến thị trấn Mèo Vạc (Mèo Vạc) của Đường tỉnh 176.